# 卡爾·托馬斯 (勒文施泰因-韋爾特海姆-羅什福爾)
卡爾·托馬斯（德語：Karl Thomas，1714年3月7日—1789年6月6日），勒文施泰因-韋爾特海姆-羅什福爾親王，1735年至1789年在位。
1736年，卡爾·托馬斯與瑪麗·夏洛特·安東妮亞結婚，兩人的獨女利奧波汀（Leopoldine）於1739年出生。1789年卡爾·托馬斯於小霍伊巴赫去世，由姪子多米尼克·康斯坦丁繼位。